# Dobbelschool
Een dobbelschool of rijfelschool was in het herfsttij van de middeleeuwen een gelegenheid om te dobbelen of andere kansspelen zoals quaken (een soort tric-trac) te beoefenen. Uit rechtsbronnen blijkt dat speelzucht in de 14de en 15de eeuw als een volksondeugd gold. De Lage Landen kenden vele kansspelen, waarvan dobbelen het belangrijkste was. Door het exclusieve alleenrecht van een dobbelschool is deze te beschouwen als de voorloper van het huidige Holland Casino, dat eveneens van overheidswege het monopolie heeft.

## Geschiedenis
Het dobbelregaal was een landsheerlijk regaal dat door de landsheer meestal verpand werd aan de stad die het op haar beurt vaak aan particulieren verpandde. De regels waar een dobbelschool zich aan diende te houden werden opgenomen in de stadsrechten en de keuren. Als een particulier een dobbelschool in pand kreeg was dat meestal voor het leven. Van de opbrengsten moest soms een deel afgestaan worden aan de landsheer. Dobbelen en quaken waren buiten de dobbelscholen verboden. Er stonden zware boetes op waar de graaf meestal in mee deelde. In sommige plaatsen werd de boete verdubbeld als men ’s nachts gespeeld had. 
Alle kansspelen die beslist werden door het toeval waren verboden, ook in eigen huis. Toegestaan waren spelen waar het ging om ‘’kloekheid van sinnen’’, worstelen, balwerpen, steenwerpen, springen en lopen. Schaken was ook toegestaan behalve tijdens kerkelijke diensten. Al  tijdens het herfsttij maakte men onderscheid tussen kans en behendigheid. 
Dobbelen was in de late middeleeuwen zeer populair, het meest bij de graven zelf. Dat blijkt uit de rentmeestersrekeningen waarin de bedragen die de graven opnamen tijdens hun gokavonden genoteerd staan. 
Aan het einde van de veertiende eeuw werden de meeste dobbelscholen gesloten. In de vijftiende eeuw werden ze onder druk van de Katholieke Kerk, (het kerkelijke recht wees het dobbelspel volstrekt af), verboden en strafbaar gesteld. In 1477 nam Maria van Bourgondië in haar privilege aan de stad Brugge op dat alle dobbelscholen verboden en te nieuten gedaan werden. In Gent werd in 1491 het hebben van een illegale dobbelschool bestraft met een maand op water en brood.
Het zou tot 1976 duren alvorens door de overheid weer een vergunning verstrekt werd voor een exclusief alleenrecht voor een legale gokinrichting, toen het eerste Holland Casino in Zandvoort openging.

## Voorbeelden van dobbelscholen
Veel grotere steden hadden in de late middeleeuwen een dobbelschool die het monopolie op dobbelen en quaken had. In 1357 gaf graaf Willem VI van Holland het alleenrecht voor het exploiteren van een dobbelschool in Heusden voor het leven aan Hannekijn van Voorschoten.
In Leiden eisten zowel de stad als de burggraaf het alleenrecht op. In 1350 gaf graaf Willem V van Holland de rechten aan de stad. In 1357 werden deze door de burggraaf erkend. Het misbruik was blijkbaar dusdanig dat de schout en de acht schepenen van de stad in 1397 in een keur vastlegden dat dobbelen, quarten, quaken, enz. in de stad en een halve mijl daar omheen verboden waren op straffe van zware boetes. Een uitzondering werd gemaakt wanneer de graaf, zijn vrouw of een van hun kinderen in de stad verbleven, dan mocht iedereen boetevrij dobbelen. Schijfspellen waren altijd toegestaan.
In 1357 kende Schiedam een dobbelschool. Jan Catteborne kreeg van graaf Willem V in dat jaar levenslang het exclusieve recht dit speelhuis te exploiteren. Het stadsbestuur kreeg van de graaf de opdracht andere dobbelplaatsen te verbieden. Het lot van de dobbelschool is onbekend.
Uit de stadsrekeningen van Arnhem blijkt dat de stad tot en met 1382 het monopolie op de inkomsten van het dobbelhuis had.
In de veertiende eeuw had Rotterdam een dobbelschool waar een 'meester' toezicht hield op vals spelen en tevens les gaf in verschillende spelen. De school was in leen aan de kok van graaf Albrecht van Holland. In 1395 hief de graaf de school op. 
Gelijktijdig met Rotterdam werd in 1395 de dobbelschool in Haarlem opgeheven. Hoewel de legale dobbelschool formeel opgeheven was en dobbelscholen verboden waren, beloofde Albrecht van Beieren in 1573 als ruwaard aan het stadsbestuur van Haarlem geen dobbelschool in de stad te zullen exploiteren op voorwaarde dat de stad dobbelscholen evenmin zal toestaan.